# Ostfriesenangst
Ostfriesenangst ist ein deutscher Fernsehkrimi von Hannu Salonen aus dem Jahr 2021, der auf dem gleichnamigen Roman des Schriftstellers Klaus-Peter Wolf basiert und die fünfte Verfilmung der ZDF-Reihe Ostfrieslandkrimis ist. Die deutsche Erstausstrahlung erfolgte am 20. März 2021 im ZDF.

## Handlung
Eigentlich hat Kommissarin Ann Kathrin Klaasen frei und will den Geburtstag ihres Sohnes feiern, als ein neuer Fall ansteht. Nach der Wattwanderung einer Schülergruppe kommt der Lehrer von dort nicht mehr zurück. Ermittlungen werden unter anderem gegen die Schüler und Schülerinnen der Klasse angestellt, weil es durchaus sein kann, dass man den unbeliebten Lehrer auf diese Weise loswerden wollte und alle in der Klassengemeinschaft zusammenhalten. Bei erneuter Ebbe finden die Ermittler aber die Leiche des BKA-Beamten Thomas Kohrhammer, was die Ermittlungen in neue Bahnen lenkt. Kohrhammers Kollegin Fädli beschuldigt den Sexualstraftäter Gerd Eichinger der Tat, da Kohrhammer ihm auf der Spur gewesen sei. Das BKA will den Fall allein übernehmen, was Klaasen nicht gefällt. Sie recherchiert den Vorgang Eichinger, der für sie Fragen aufwirft, denn die Straftaten sind schon einige Jahre her, und stets hat immer nur ein und dieselbe BKA-Beamtin gegen ihn ermittelt. Zudem wurden unter Leitung dieser Beamtin bereits drei Straftäter im Zuge der Ermittlungen getötet. Klaasen kommt dahinter, dass Fädli von ganz persönlichen Rachegefühlen getrieben wird. Sie und ihr Bruder wurden als Kinder von ihrem Vater, der dafür juristisch nie zur Verantwortung gezogen wurde, missbraucht. Unter dieser Motivation haben beide das Recht in ihre eigenen Hände genommen.
Die Schüler Sascha und Laura, die sich wegen des Verschwindens ihres Lehrers schuldig fühlen, verstecken sich auf Norderney. Sie wollten sich an ihrem Lehrer rächen, weil er Laura sexuell belästigt hatte. Als er wie erhofft im Watt stecken blieb, hatten sie ihn einfach allein zurückgelassen. Auf der Insel treffen die beiden mit Eichinger zusammen, der sich die Chance, zwei willige Opfer für neue Sexvideos zu haben, nicht entgehen lassen möchte. Mit Waffengewalt zwingt er sie, vor seiner Kamera zu agieren. Er ahnt nicht, dass ihm die BKA-Beamtin Fädli dicht auf den Fersen ist. Obwohl Klaasen dazu kommt, kann sie nicht verhindern, dass Eichinger von ihr erschossen wird.
Tage später wird die Leiche des Lehrers an Land gespült.

## Hintergrund
Die Dreharbeiten für Ostfriesenangst erstreckten sich auf den Zeitraum vom 12. November bis zum 11. Dezember 2019 und fanden an ostfriesischen Schauplätzen in Norden, Norddeich, Aurich und Umgebung statt.

## Rezeption

### Kritik
Tilmann P. Gangloff schrieb für Tittelbach.tv: „Ostfriesenangst“ „der fünfte Film aus der Reihe nach Büchern von Klaus-Peter Wolf, ist ein eindrucksvoll fotografierter Thriller, dessen besonderer Reiz im Wechsel der Perspektiven liegt: weil auf diese Weise Täter zu Opfern werden. Aus dem ausnahmslos sehenswerten Ensemble ragt vor allem Harald Windisch heraus, der den Vergewaltiger nicht als Triebtäter, sondern als Getriebenen verkörpert. Julia Jentsch spielt die Auricher Kommissarin hier zum zweiten Mal und ist auf einem guten Weg, ihre Vorgängerin Christiane Paul vergessen zu machen.“
Für prisma.de urteilte Hans Czerny und nannte den Film: „brave Psycho-Haushistorie, näher an einem Märchen als an jeder Wirklichkeit. Umso erstaunlicher, wie geerdet Julia Jentsch, die ja Christiane Paul in der Ermittlerrolle nach drei Filmen abgelöst hat, in ihrem zweiten Ostfrieslandkrimi bleibt. Sie bringt viel Ruhe ins schaurige Psychospiel.“
Oliver Armknecht von film-rezensionen.de wertete: „In ‚Ostfriesenangst‘ geht erst ein Lehrer im nebelverhangenen Watt verloren, dafür taucht eine fremde Leiche auf. Der TV-Krimi punktet dabei mit stimmungsvollen Aufnahmen und einer guten Besetzung. Der Inhalt ist hingegen nur mäßig, bleibt an der Oberfläche, auch in punkto Spannung brilliert die Romanadaption nicht gerade.“ „Nennenswerte Konflikte bleiben aus, man macht es sich lieber mit ein paar einfachen Antworten gemütlich. Die jeweiligen Hintergründe sind natürlich tragisch. Das allein ist aber etwas wenig.“
Die goldenekamera.de meinte: „Es dauert schon ein Weilchen, bis die Handlungsstränge richtig zueinander finden. Aber dann verknüpfen sie sich zu einer spannenden Story, die mitreißt. Facettenreich und mit viel Nordsee-Atmosphäre.“
Bei Evangelisch.de schrieb der Kritiker: „Inhaltlich lebt der Film vom Rollentausch zwischen Tätern und Opfern sowie von der Frage, wer hier der eigentliche Serienverbrecher ist. Neben den ausnahmslos guten Leistungen der Schauspieler beeindruckt Salonens Umsetzung vor allem durch ihre Optik.“ Auch „die Kommissarin [gibt sich] deutlich nahbarer als in den ersten drei Filmen.“ „Abgesehen von einem unnötigen Informationsdialog zwischen den Kommissarinnen,[…] ist ‚Ostfriesenangst‘ ein guter TV-Krimi ohne Schwachstellen. Klaasens Privatleben, das in erster Linie aus Problemen mit dem pubertierenden Sohn besteht, gehört ebenso zum Kern der Reihe wie ihre Zwiegespräche mit dem verstorbenen Vater (Ernst Stötzner), der sich immer wieder als Ratgeber einschaltet. Auch die übersinnlichen Momente sind vergleichsweise moderat integriert.“

### Einschaltquoten
Bei der Erstausstrahlung am 20. März 2021 wurde Ostfriesenangst in Deutschland von 7,46 Millionen Zuschauern gesehen, was für das ZDF einem Marktanteil von 22,7 Prozent ergab.